# Parc riverain de Dajia
Le Parc riverain Dajia (chinois: 大佳河濱公園 ; pinyin: Dàjiā Hébīn Gōngyuán) est un parc situé à Taipei dans le district de Zhongshan.
Placé entre le pont Zhongshan et le pont Dazhi, le parc riverain Dajia est un parc de verdure de type métropole, développé et construit par le gouvernement. Avec une grande superficie, c'est une grande étendue de vastes prairies qui pénètre dans le parc. Les gens peuvent également apercevoir la roue Miramar Ferris.
Il existe un système d'arrosage à grande échelle dans le parc. La hauteur de la colonne d'eau centrale atteint 75 mètres. Elle utilise les changements visuels du niveau d'eau pour montrer ses caractéristiques rythmiques. Le parc comporte également des installations sportives telles que des terrains de basket-ball, de volley-ball, de badminton et de cricket. Il est toutefois possible de faire du roller ou du skateboard. De plus, plusieurs kilomètres de pistes cyclables ont été aménagés autour du parc (location de vélos dans le parc). Grâce à son grand espace, de son parking pratique et de son environnement magnifique, le parc est régulièrement le lieu d'organisation de nombreuses activités à grande échelle, démontrant la vitalité de Taipei.

## Histoire
Le parc fait partie du projet d'écologisation régionale. Une aire de jeux aquatiques a été ouverte dans le parc en juin-septembre 2017.

## Géologie
Le parc est situé le long de la rivière Keelung. Il dispose d'une fontaine.

## Événements
- Puma Ignite Taiwan Run 2011
- Puma Ignite Taiwan Run 2012
- Run for Rich 2013
- The Color Run Taipei 2013
- Puma Ignite Taiwan Run 2014
- Run for Rich 2014
- Road to Ultra: Taiwan 2015
- Puma Ignite Taiwan Run 2015
- Nike NRC Women's Half Marathon Taipei 2015
- Taipei Standard Chartered Marathon 2015
- Road to Ultra: Taiwan 2016
- Puma Ignite Taiwan Run 2016
- Nike NRC Women's Half Marathon Taipei 2016
- Taipei Dragon Boat Festival 2017[4]
- Road to Ultra: Taiwan 2017
- World Music Festival 2017
- Sounds from the river 2017
- Taipei International Flora Exposition
- The Amazing Race 19
- 29th Love Forever Run 2017
- Puma Ignite Taiwan Run 2017
- Taipei Standard Chartered Marathon 2017
- Ultra Taiwan 2018
- Looptopia Music Festival 2018
- Creamfields Taiwan 2018
- Snoopy Run 2018
- Earth Day Run 2018
- Taipei Dragon Boat Festival 2018
- Taipei Starry Night Marathon 2018
- Puma Ignite Taiwan Run 2018
- 2018 TAISHIN women Run Taipei 2018
- Good Morning Taipei Ultra Half Marathon 2018
- Taipei Standard Chartered Marathon 2018

## Transport
Le parc est accessible à pied au sud-ouest de la station Dazhi du métro de Taipei.